# Пашки (Иркутская область)
Пашки — упразднённое село в Иркутском районе Иркутской области России. Входило в состав Большеразводнинского сельского совета. Затоплено при строительстве Иркутского водохранилища.

## География
Деревня стояла на реке Ангара, при впадении притока Бурдугуз

## История
Образована в 1807 году. Входила в состав Смоленской волости Иркутского уезда Иркутской губернии. В 1909 г. в деревне
насчитывалось 19 дворов с населением в 76 человек, из них мужского пола – 42, женского – 34 человека. В школе обучалось детей – 2 человека.
Ближайшая церковь, к которой была приписана д. Пашки – Казанская, находящаяся в д. Тальцы.
В 1929 г. д. Пашки входила в состав Большеразводнинского сельсовета Иркутского районаИркутского округа Сибирского края. На этот период она насчитывала 27 дворов с населением в 118 человек, из них мужского пола – 61 и женского – 57.
В 1938 г. село Пашки, как центр сельсовета входило в состав Иркутского района Иркутской области.
В начале 1950-х гг. при строительстве Иркутской ГЭС село Пашки попало в зону затопления; жители были переселены.